# Dschwari (Kloster)

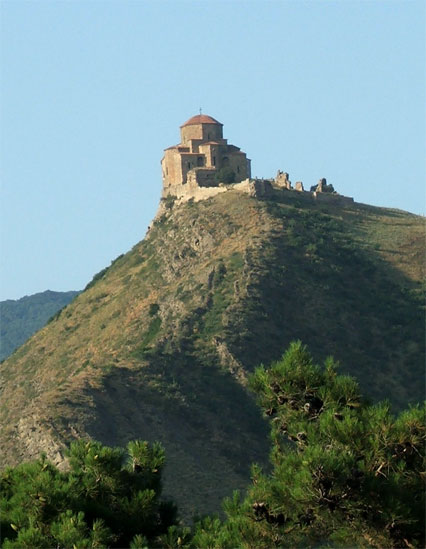
Kloster Dschwari

Das Kloster Dschwari (georgisch ჯვარი, ჯვრის მონასტერი, Dschwris monasteri), auch als Dshwari-Kirche oder Jvari-Kloster bezeichnet, ist ein georgisch-orthodoxes Kloster aus dem 6. Jahrhundert nahe Mzcheta, der alten Hauptstadt Georgiens. Der Name wird mit Kreuzkloster übersetzt. 1996 wurde Dschwari zusammen mit anderen Monumenten von Mzcheta in die Weltkulturerbe-Liste der UNESCO aufgenommen.

## Geschichte
Nach der Überlieferung hatte die heilige Nino, die das Christentum nach Georgien gebracht haben soll, schon im 4. Jahrhundert an der heutigen Stelle des Klosters ein Kreuz errichten lassen.
Eine erste kleinere Kirche wurde im Jahr 545 unter dem regierenden Fürsten Guaram I. Kuropalat erbaut. Diese Kirche ist heute nur noch als Ruine nördlich der heutigen Kirche erhalten geblieben. Unter Guarams Nachfolgern, Stefanos I. und Adarnase I. Patrikios, wurde die heutige größere, daneben gelegene Kirche zwischen 586 und 605 erbaut. Diese Kirche ist 25 m hoch, 20,2 m lang und 16,5 m breit. Durch die exponierte Lage hoch über der Stadt Mzcheta am Zusammenfluss der beiden Flüsse Aragwi und Kura (Mtkwari) ist sie weithin sichtbar. Dschwari diente als Modellkirche für viele andere Kirchen der Region.  

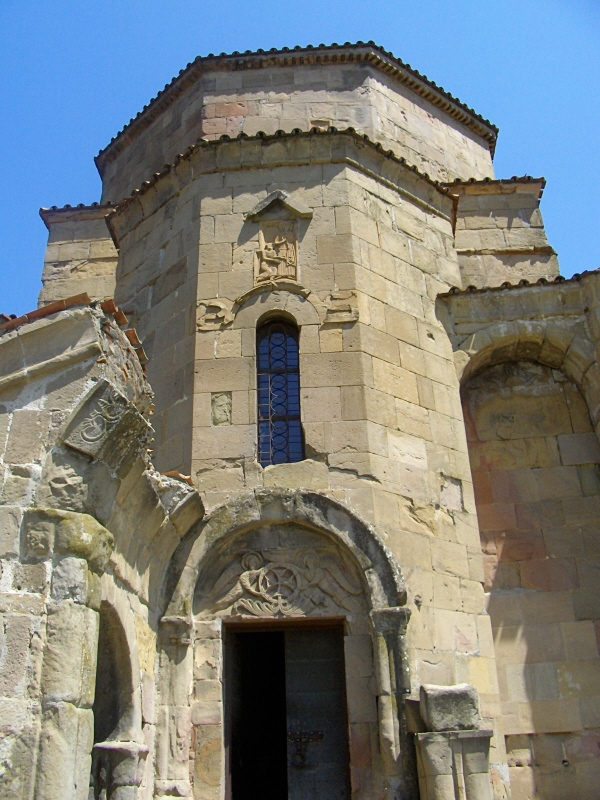
Eingang
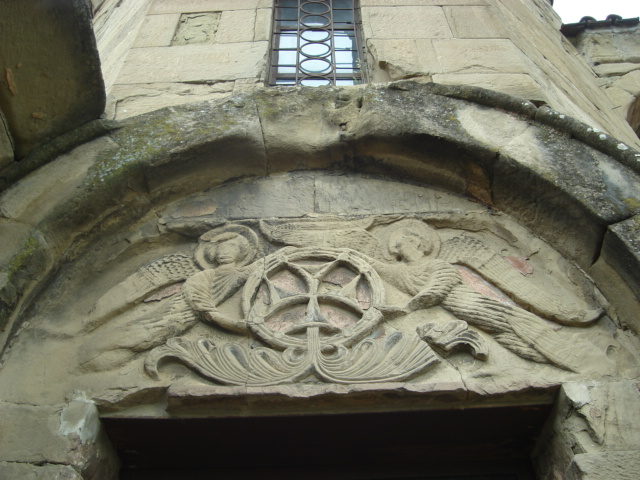
Relief
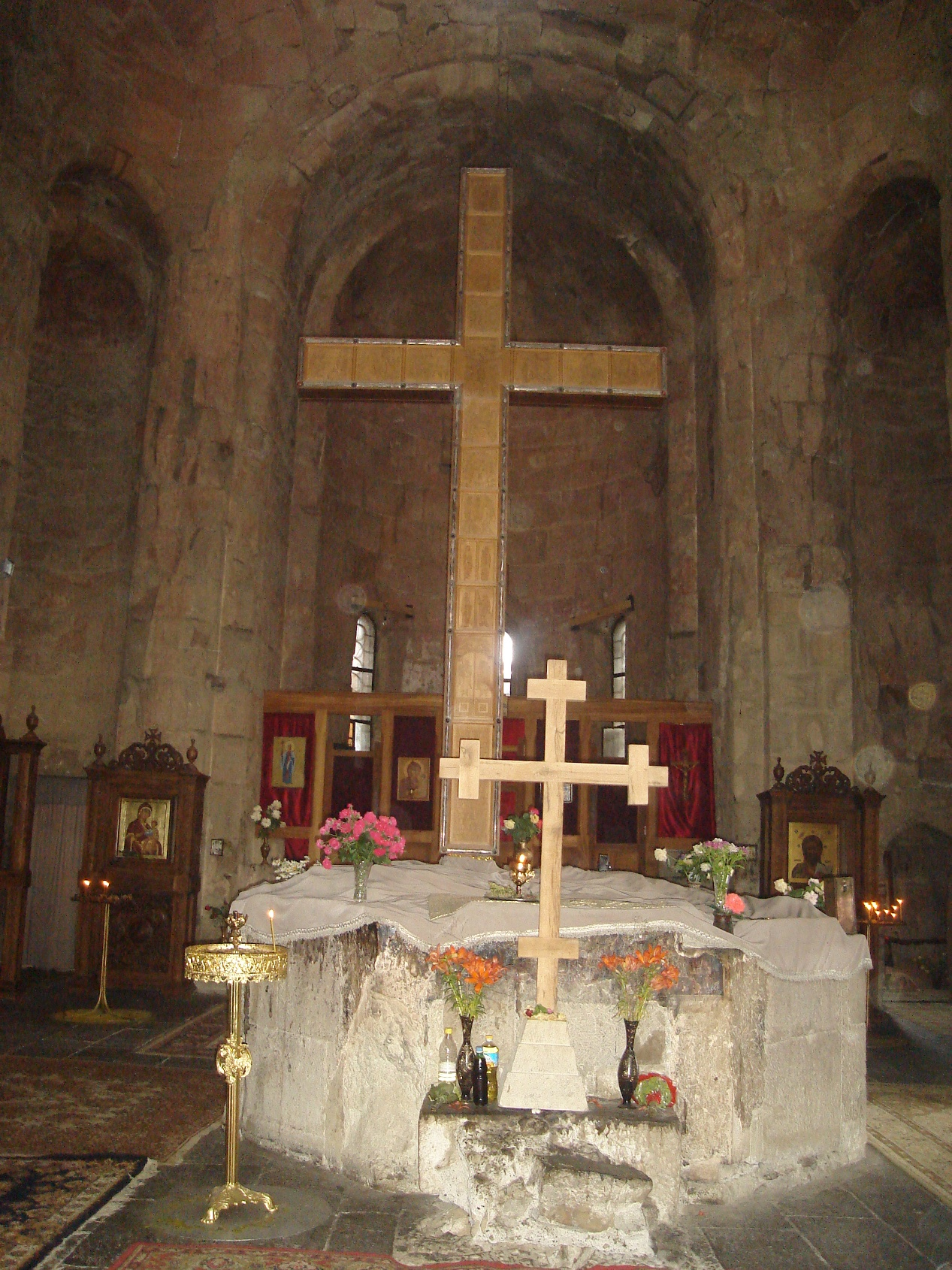
Im Inneren (Kreuze modern)
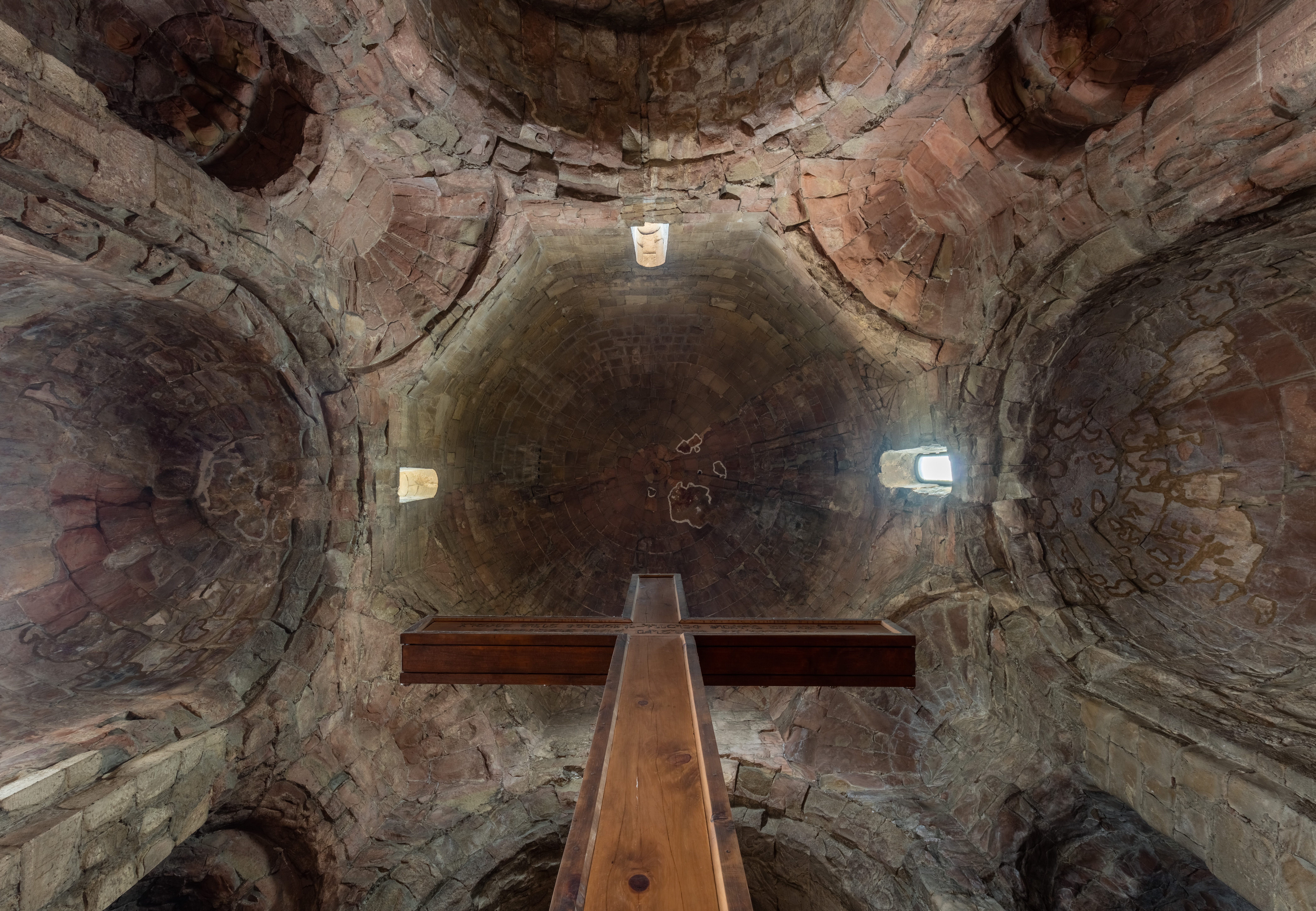
Kreuz und Kuppel
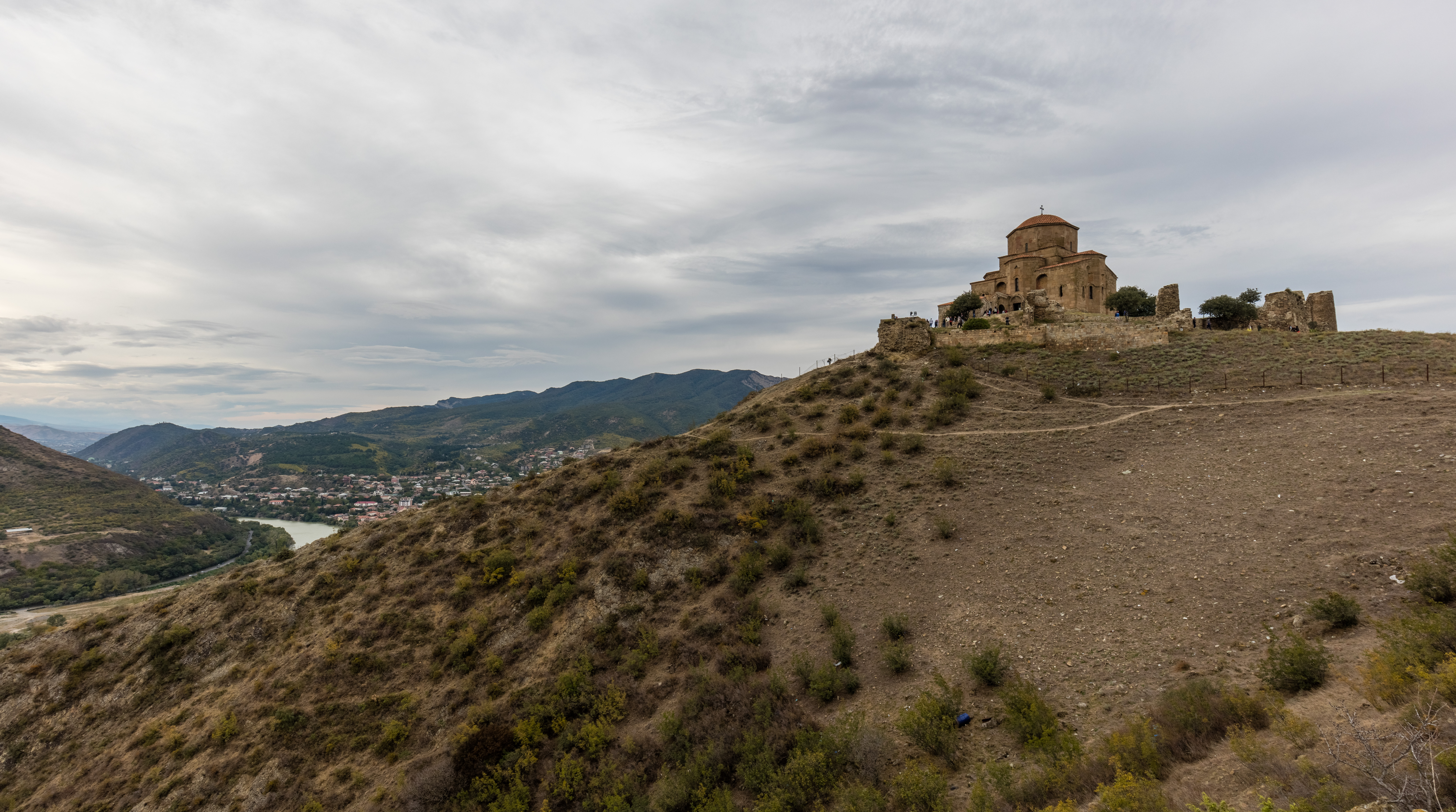
Blick aus der Entfernung
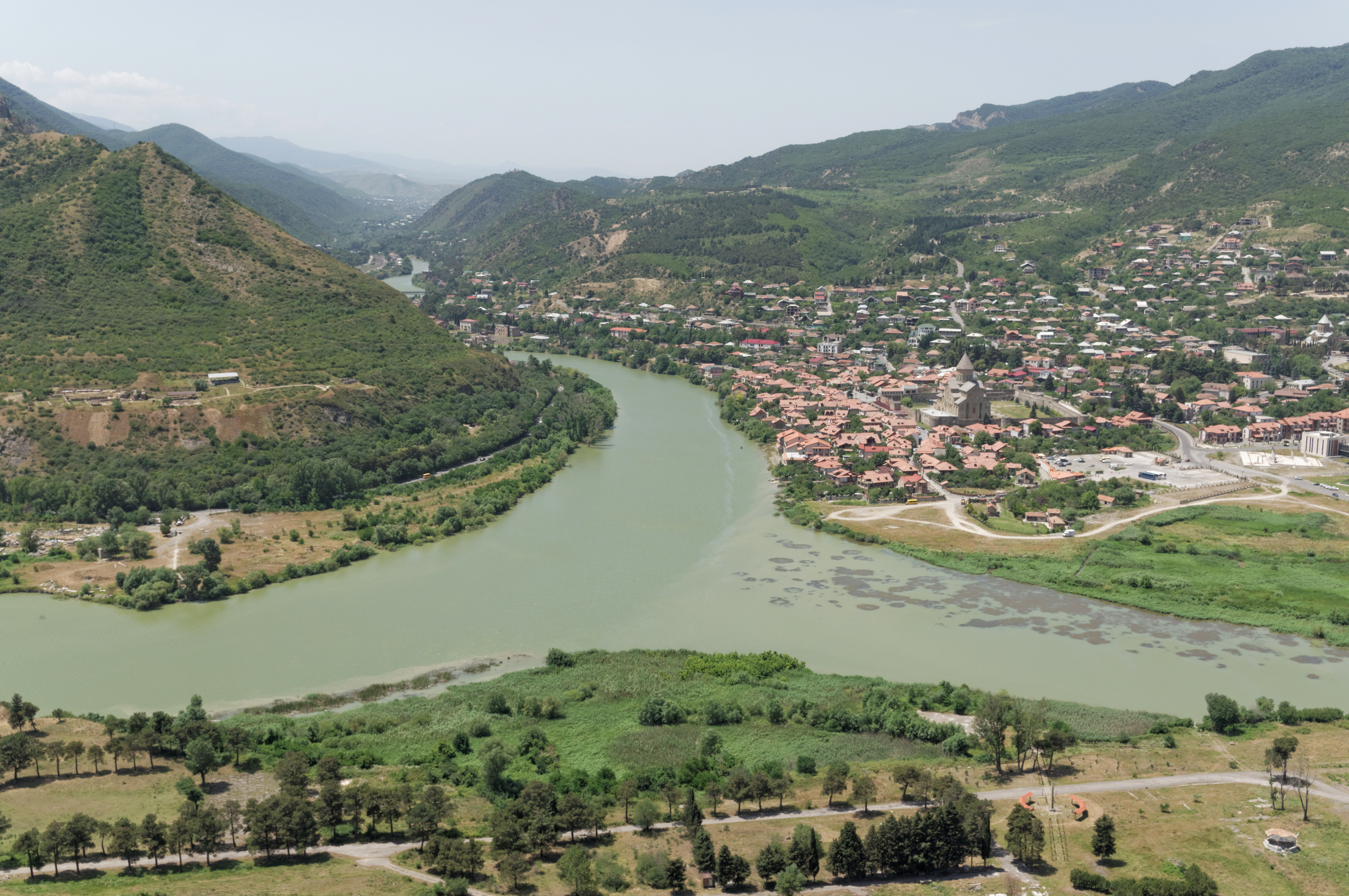
Blick von Dschwari auf Mzcheta
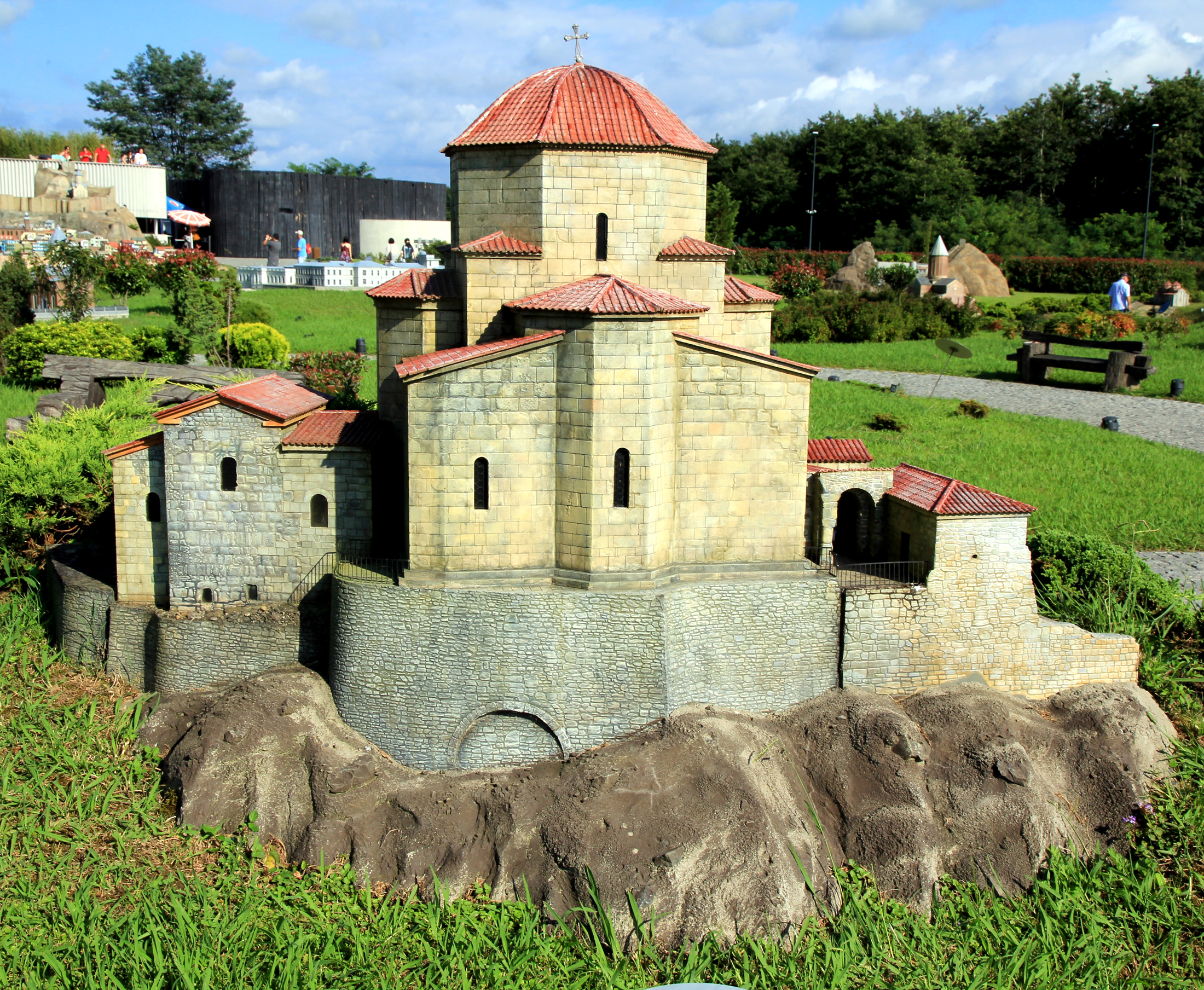
Shekvetili Miniatures Park